# John E. Brandenburg
John E. Brandenburg (* 1953 in Rochester, Minnesota) ist ein US-amerikanischer Plasmaphysiker und Autor parawissenschaftlicher und Science-Fiction-Bücher.

## Leben
Brandenburg wuchs in Medford, Oregon auf. Er studierte Physik an der Southern Oregon University in Ashland, Oregon und erhielt dort einen Bachelor of Arts. An der University of California in Davis erhielt er einen Master of Science in Angewandter Wissenschaft, sowie einen Ph.D. in theoretischer Plasmaphysik am Lawrence Livermore National Laboratory mit der Dissertation A Theoretical Model of a Reversed Field Ion Layer Made of Monoenergetic Ions. Während seiner wissenschaftlichen Karriere arbeitete er unter anderem in den Sandia National Laboratories, für Research Support Instruments, für The Aerospace Corporation, sowie für das Florida Space Institute. Derzeit ist Brandenburg für Orbital Technologies in Madison, Wisconsin tätig.
Im Zuge der Apollo-Missionen begann er sich für Raumfahrt und Science-Fiction zu interessieren. Sein zusammen mit Monica Rix Paxson verfasstes Sachbuch Dead Mars, Dying Earth wurde in mehrere Sprachen übersetzt und erhielt die Silbermedaille des Benjamin Franklin Awards in der Kategorie Wissenschaft und Umwelt. Unter dem Pseudonym Victor Norgarde veröffentlichte er zwei Science-Fiction-Romane, Asteroid 20-2012 Sepulveda und Morningstar Pass, The Collapse of the UFO Coverup.

## Schriften (Auswahl)
Sachbücher
- mit Vincent DiPietro, Gregory Molenaar: Unusual Mars Surface Features. 1988.
- mit Monica Rix Paxson: Dead Mars, Dying Earth. Verlag Element Books, Shaftesbury (GB) 1999.
  - Wie der Erde die Luft ausgeht. Das Ende unseres blauen Planeten. Heyne Verlag, München 1999, ISBN 3-45316539X.
- Life and Death on Mars. The New Mars Synthesis. 2011.
- Beyond Einstein's Unified Field. 2011.
- Death on Mars. The Discovery of a Planetary Nuclear Massacre. 2015.

Romane
- Asteroid 20-2012 Sepulveda.
- Morningstar Pass. The Collapse of the UFO Coverup.